# أشياء قابلة للفرز
الأشياء القابلة للفرز هي عبارة عن أجهزة حاسوب صغيرة تقوم بإظهار رسوم بيانية على سطحها العلوي وتقوم باستشعار واحد تلو الآخر وكيف يتم تحريكها. وقد تم تطوير الفرازت لتكون قاعدة انطلاق لاكتساب التفاعلات مع المعلومات الرقمية والإعلام وكانوا هم النموذج الأول لمكعبات الفرز.
وقد تم إنشاء هذه الأجهزة من قبل ديفيد ميرال (David Merrill) و جيفن كالانتي (Jeevan Kalanithi) عندما كانوا طلابًا في الدراسات العليا في مختبر معهد ماساتشوستس للتكنولوجيا ووسائل الإعلام. وكان ميرال وكالانتي أصدقاء منذ سنواتهم الجامعية في جامعة ستانفورد حيث تخصصا في الأنظمة الرمزية وكان تركيز ميرال على التفاعل الإنساني الحاسوبي وكان تركيز كالانتي على الذكاء الاصطناعي والعلوم العصبية.
وقد أحاط بكل من ميرال وكالانتي زملاؤهم في مختبر التكنولوجيا ووسائل الإعلام عندما كانا يعملان على شبكات استشعار لاسلكية ( مثل مشروع تربيل,)) وواجهات المستخدم الملموسة (مثل توبوبو ). وقد أراد كلٌ منهما إنشاء واجهة مستخدم ملموسة للأغراض العامة والتي أنهت كل تقنيات شبكات الاستشعار اللاسلكية. وقد جاءت من هذه الفكرة من فكرة البلاط المتفاعل التي تمكن الناس من التفاعل مع مجموعة من الصور الرقمية لأشياء افتراضية، وملفات الوثائق, وغيرها. وفي نفس الاتجاه الذي يتفاعل الناس فيه مع مجموعات من الأشياء المادية الصغيرة مثل ليغو (لعبة) (LEGO) وهو آخر منظر عام في مختبر الإعلام.
وكان منظور التطبيقات الأولية هو تنظيم وسائل إعلام رقمي ( الصور الرقمية والأغاني ومقاطع الفيديو) وتسهيل العمليات التجارية مثل تنظيم الناس وتوزيع المهام وإنشاء مخطط جانت (Gantt chart).
وفي عام 2009 تم دعوة ميرال لتقديم الفرازات في مؤتمر تيد والذي عقد في لونغ بيتش/ بالم سبرنج في فبراير خلال الفترة ما بين 3 إلى 7 فبراير عام 2009. وأثناء حديثه عرض العديد من التطبيقات الخاصة بصور هذه الفرازات: التي استجابت لها مع وضع بعضها مقابل بعض وخلط الألون من «عبوات الطلاء» على مكعبات مجاورة وبناء عدد فيبوناتشي مع تطبيق حسابي وإنشاء كلمات من خلال ترتيب الحروف الفردية وسرد الرسومات التفاعلية للأطفال وبناء تسلسل موسيقي. ولقد ذهب شريط الفيديو الخاص بحديث ميرال عن تيد بشكل سريع بالفيروسات على الإنترنت مرة واحدة وجذب ما يزيد على المليون رأي ووجهة نظر. وهذا يدل على اهتمام واسع النطاق لمفهوم الفرازات، وقد قرر كلٌ من ميرال وكالانتي التركيز على الفرازات المتطورة لكون الإنتاج بيع قطاعي.
وتحويل الفرازات إلى مكعبات فرز (والمنتج المبيع تم بيعه من قبل شركة الفرازات.) هو أمر يتطلب إعادة تنفيذ كاملة لعملية التعليمات المبرمجة والأجهزة. بينما القدرات الكامنة تكون في القدرة على إمالة الشعور وعملية الهز التناوبي والمجاورة لأجهزة الفرز ومكعبات الفرز وهما نفس الأمر والتكنولوجيا التي تقام من وراء هذه الأمور المختلفة تماماً.

## وصلات خارجية
- دكتور مريل جي كالانيثي وبي مايس Siftables: Towards Sensor Network User Interfaces
- TED Talks: David Merrill demos Siftables, the smart blocks في TED في 2009
- MIT Media Labcast #20: Siftables
- 'Next gen UI: Learning tools and toys for the digital age.' Smart Planet 7 أكتوربر 2009.
- The Science Channel Videos: PopSci's Future Of: Siftables 27 أكتوبر 2009.